# 卡拉里帕亞特

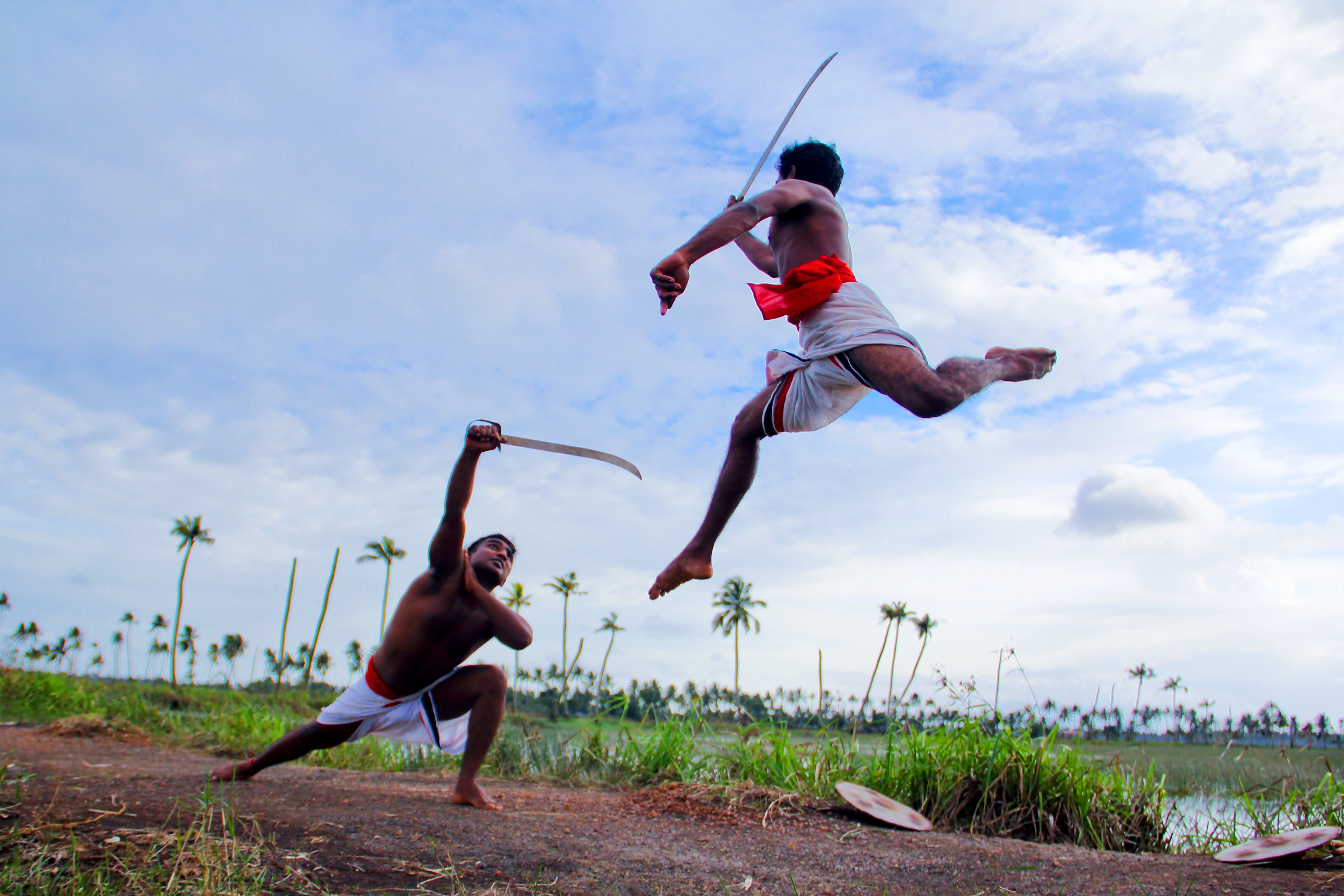
卡拉里帕亞特

卡拉里帕亞特（發音：[kɐɭɐripɐjɐt:ɨ̆]），又称印度战舞或印度古武術，是一種源自於印度南部省份喀拉拉邦的達羅毗荼人武術，是一門仍然流傳於世的南印度古老武術體系。流傳在喀拉拉邦及鄰近地區的泰米爾納德邦、卡納塔克邦，另外該武術不但在斯里蘭卡北部也有流傳，而且在馬來西亞的馬拉雅拉姆（Malayali）社群之間也有流傳。這門傳承時間至少約有兩千多年悠久歷史的古老武藝，卡拉里帕亞特也有這些豐富而多樣化的技法與修行方式。就如同世界上諸如中國和日本傳統武術那樣，以刀劍矛棍這類冷兵器為主要的修練和戰鬥方式，另外不乏許多徒手對敵應戰之技法，諸如拳打、掌拍、踢蹴、擒拿、投摔以及點穴等等招式，還有相應配合的多項象形拳法的套路，而且卡拉里帕亞特的武者們修行時非常注重動作的協調性與身體機能性，這使得他們擁有非常柔韌的身手，常常會使出如同中國輕功般的迅疾俐落的動作。事實上卡拉里帕亞特也與印度古典醫學阿育吠陀有非常深厚的關係；很多技術理論也都是從阿育吠陀中提出來的，武不離醫這一點確實也與中國武術十分的非常相似，所以印度武術也属于世界遺產。

## 詞源字義

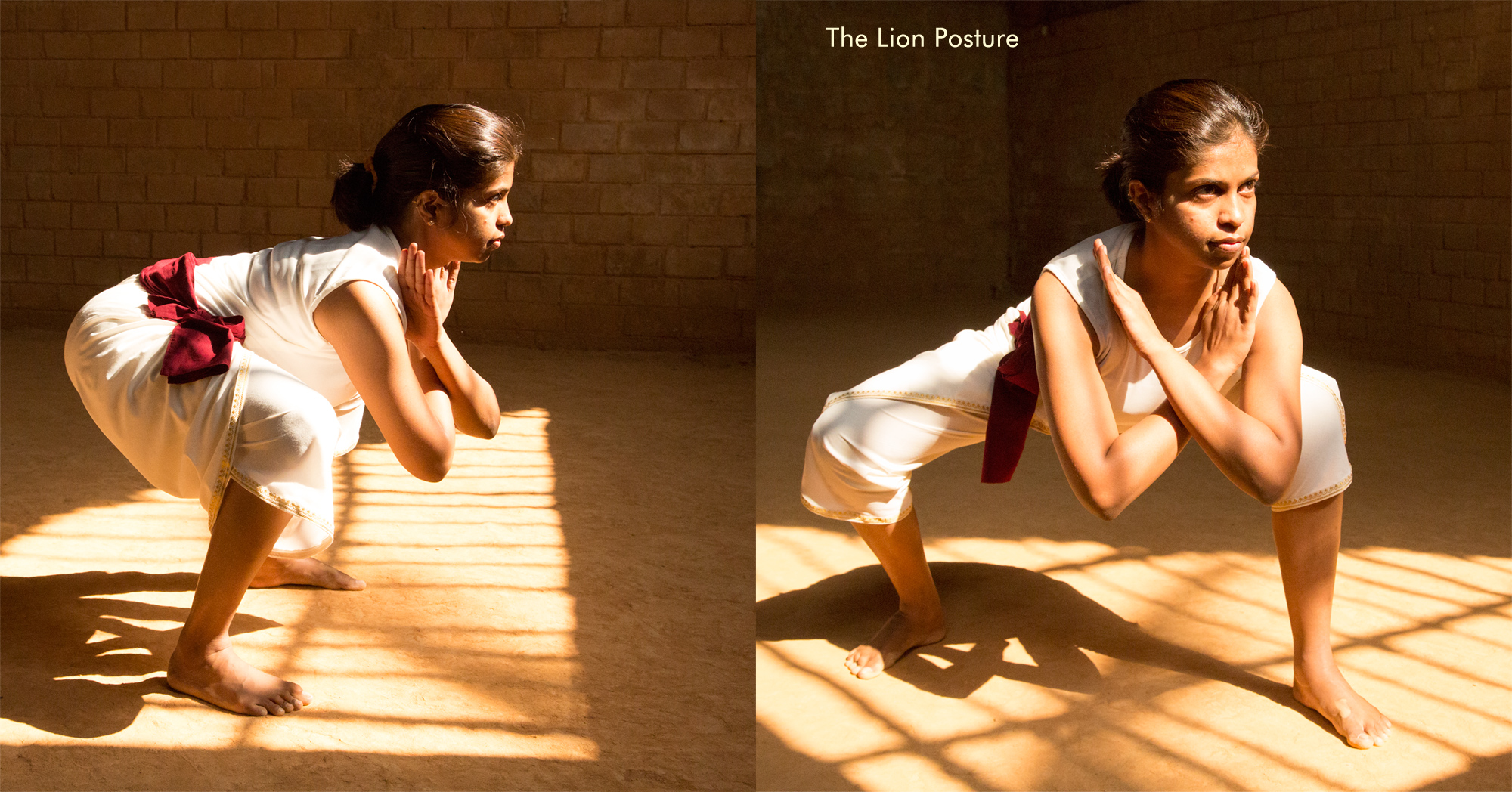
獅子式

Kalari payattu此專有名詞乃kalari（馬拉雅拉姆語:കളരി）及payattu（馬拉雅拉姆語:പയററ്）這兩個單字所結合而成。kalari意思為學校或訓練場；而payattu則是從payattuka這個單字引申而來，大概意思為“進行刻苦修行”或者“格鬥／訓練”。 
在坦米爾語中，kalari payattu詞意解釋為：kalari意思是作戰、格鬥，而坦米爾語中對payattu的解釋一樣也是認為其延伸於payattuka這個單字，然而大概意思是“學習武藝”。
然而事實證明以上的說法可能需要有保留空間，因為kalari還有payattu這兩組單字很有可能被年代更早但是尚未發行的《馬拉雅拉姆語詞典》給先行使用。kalarippayattu這一合併詞是出現在20世紀初Ulloor S. Parameswara Iyer的Amba這一部戲劇中。這部作品很可能被認為是今日還留存著對於這項武藝與結構所描述的資料。另外，M.D. Raghavan則認為kalari衍生自梵語（Sanskrit） [khalrikג] 错误：{{Transl}}：拉丁字母轉寫第 125 個字元「此」不是拉丁字母。（帮助）（大概含意是：閱兵場、把式場、武館、道場），雖然普遍公認的看法認為kalari是根源自[khalrikג] 错误：{{Transl}}：拉丁字母轉寫第 125 個字元「此」不是拉丁字母。（帮助）這組單字，但是khala-（大概含意是：降伏）此字可能是借自於達羅毗荼語系的單字。

## 神話起源
根據神話傳說卡拉里帕亞特是由印度武聖帕蘇阿瑪（Parasurama）在3000年所創立。

## 歷史發展

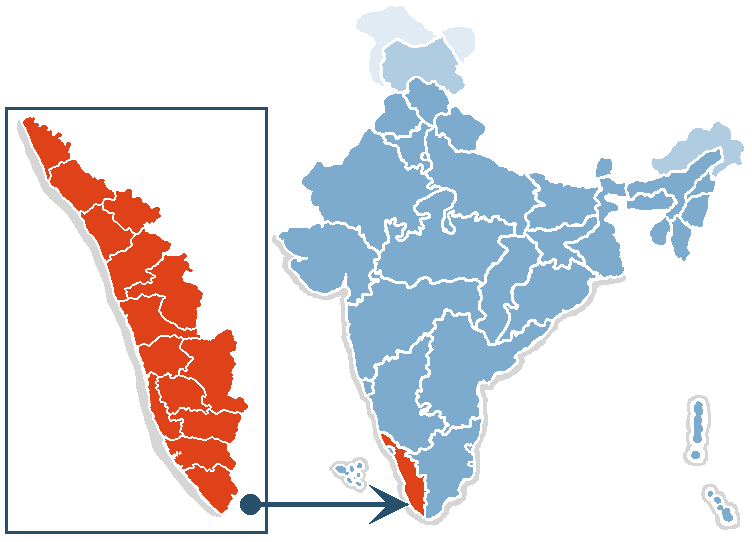
印度西南部喀拉拉邦是卡拉里帕亞特的發源地。

印度武術理論依據源於偉大的特努爾吠陀（Dhanurveda）聖典。卡拉里帕亞特屬於其中一環，它的訓練及修行風格帶有神祕的東方面紗之外，而且這種武術結構也是別具一格得，時至今日這門武術依然還在流傳。卡拉里帕亞特誕生地喀拉拉邦是一個達羅毗荼與雅利安文化融合的地區。卡拉里帕亞特以瑜伽為它的修練基礎，此外卡拉里帕亞特內涵還包含阿育吠陀（Ayurveda）醫學。kalari是一個非常獨特的建築，而且本身也是一座讓人崇敬的寺院。

Jasmine Simhalan在婆羅浮屠演練卡拉里帕亞特和印度棍法施萊邦（silambam）的套路。

## 武德
中國武術家重視武德，當然印度武術也是一樣；卡拉里帕亞特的古魯卡爾（Gurukkal），即師父）會對其弟子進行道德的教化，這是學武絕不可或缺的條件。

## 演變
印度武術因為地理環境因素而有南北兩派風格的分野，而印度卡拉里帕亞特也是有相同的境況，並且可以分成三大體系。
一、北方的卡拉里帕亞特：喀拉拉邦地區的Malayali民族流傳；二、中部卡拉里帕亞特：以喀拉拉邦為主：三、南方卡拉里帕亞特：以坦米爾地區為主。

## 醫學

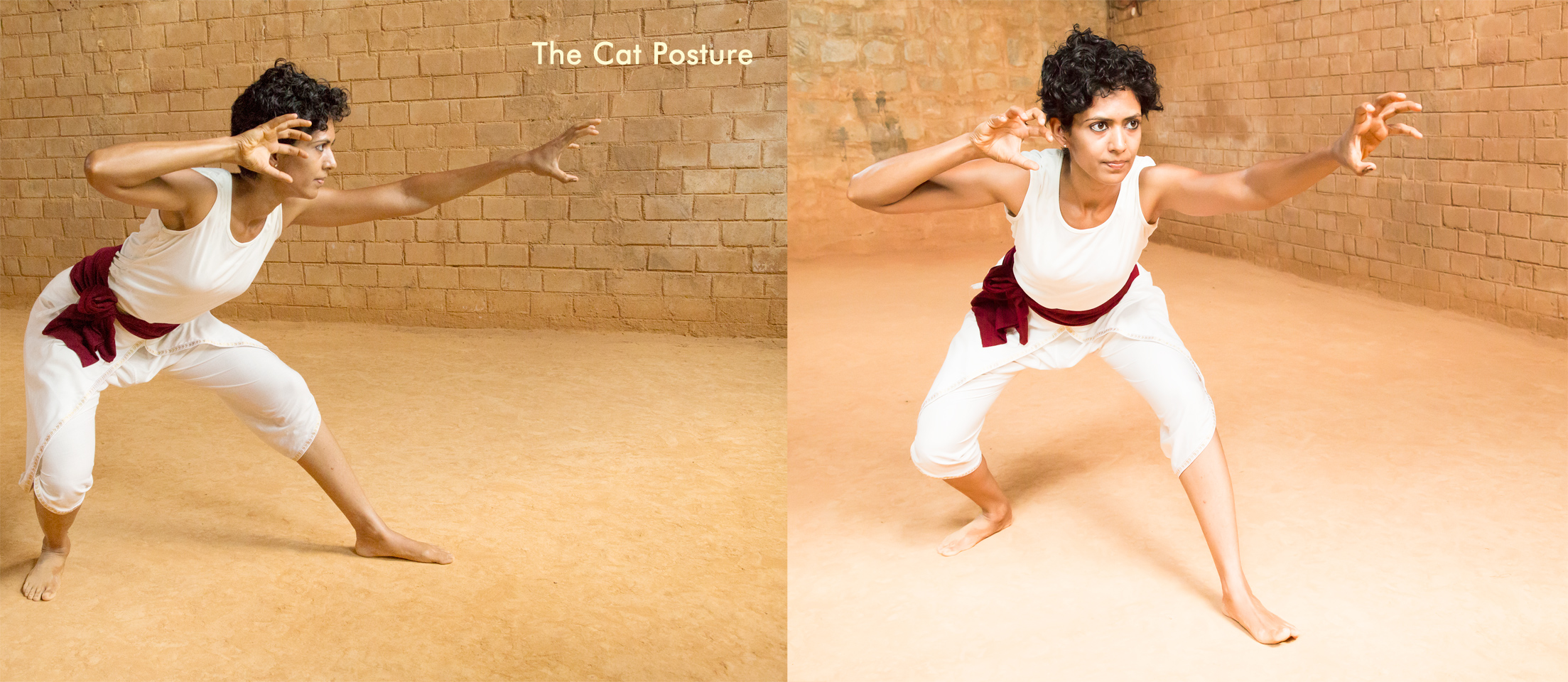
貓式

時至今日，卡拉里帕亞特的修行者依然可以運用醫學來調養與治療人們傷痛；這點頗似中國武術家兼習中醫、推拿幫助人們恢復健康一般。

### 按摩推拿
古魯卡爾有時候會傳授弟子關於按摩以及傳統印度的精油療法。

## 修行
一個卡拉里帕亞特徒弟最理想的入門學藝年齡大約是七到八歲，初入門的徒弟會鍛鍊他們身心上協調。更確切來說：卡拉里帕亞特是一套完整的修行體系，需要平衡感、靈活性、勁道、耐力還有高度專注力。
| 架式(Vadivu) \| Gajavadivu \| 象式 \| \| Simhavadivu \| 獅子式 \| \| Asvavadivu \| 馬式 \| \| Varahavadivu \| 野豬式 \| \| Sarpavadivu \| 蛇式 \| \| Marjaravadivu \| 貓式 \| \| Kukkuvadivu \| 雄雞式 \| \| Matsyavadivu \| 魚式(Gurukkal Govindankutty Nayar and the C.V.N. Style) \| \| Mayuravadivu \| 孔雀式(Gurukkal P. K. Balan Style) \| |                                                         |
| Gajavadivu | 象式                                                    |
| Simhavadivu | 獅子式                                                  |
| Asvavadivu | 馬式                                                    |
| Varahavadivu | 野豬式                                                  |
| Sarpavadivu | 蛇式                                                    |
| Marjaravadivu | 貓式                                                    |
| Kukkuvadivu | 雄雞式                                                  |
| Matsyavadivu | 魚式(Gurukkal Govindankutty Nayar and the C.V.N. Style) |
| Mayuravadivu | 孔雀式(Gurukkal P. K. Balan Style)                      |

以上模仿動物的架勢在卡拉里帕亞特的訓練是很重要的。有些資料除去最後的孔雀式外，只談到其他八種訓練方式。
| 步法 (Chuvatu) \| Vatta Chuvatu \| Circular steps \| \| Aakka Chuvatu \| Inside steps \| \| Neekka Chuvatu \| Moving steps \| \| Kon Chuvatu \| Corner steps \| \| Ottakkal Chuvatu \| Single-leg steps \| |                  |
| Vatta Chuvatu | Circular steps   |
| Aakka Chuvatu | Inside steps     |
| Neekka Chuvatu | Moving steps     |
| Kon Chuvatu | Corner steps     |
| Ottakkal Chuvatu | Single-leg steps |

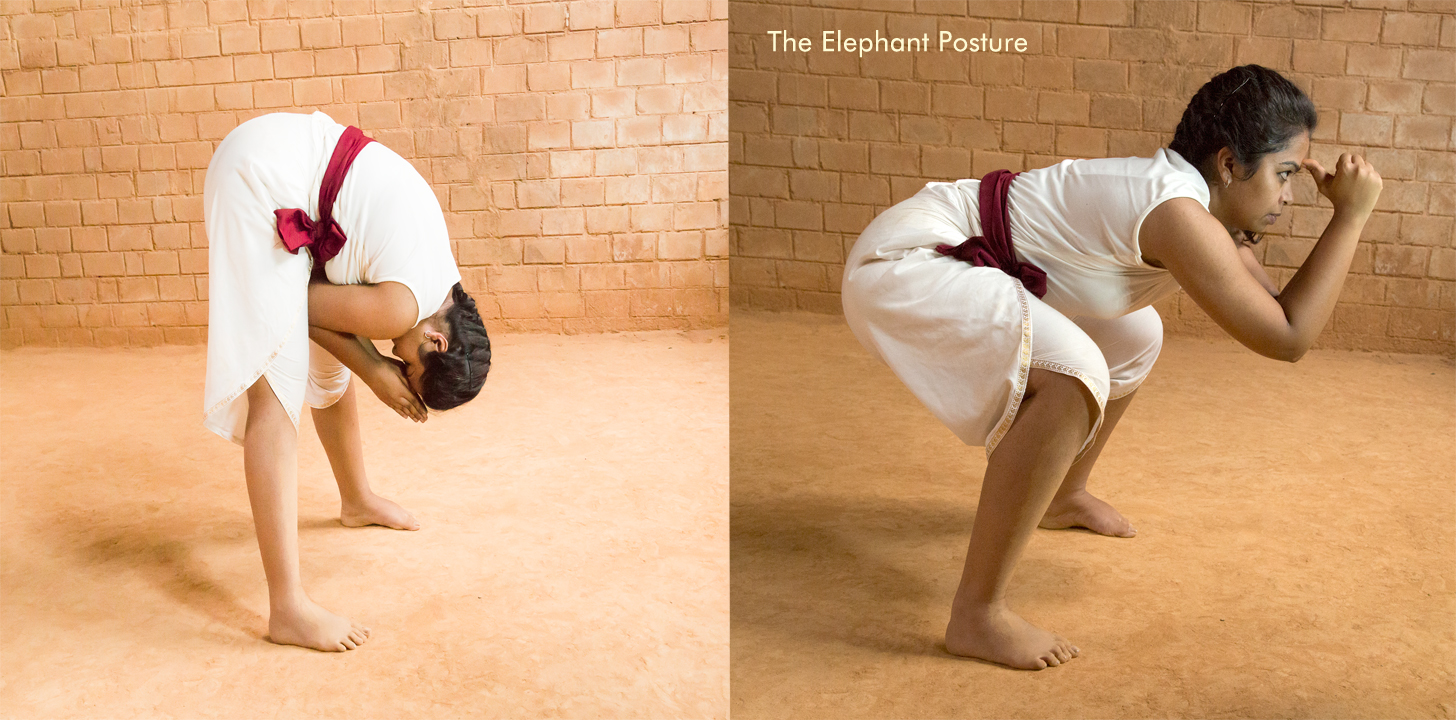
象式
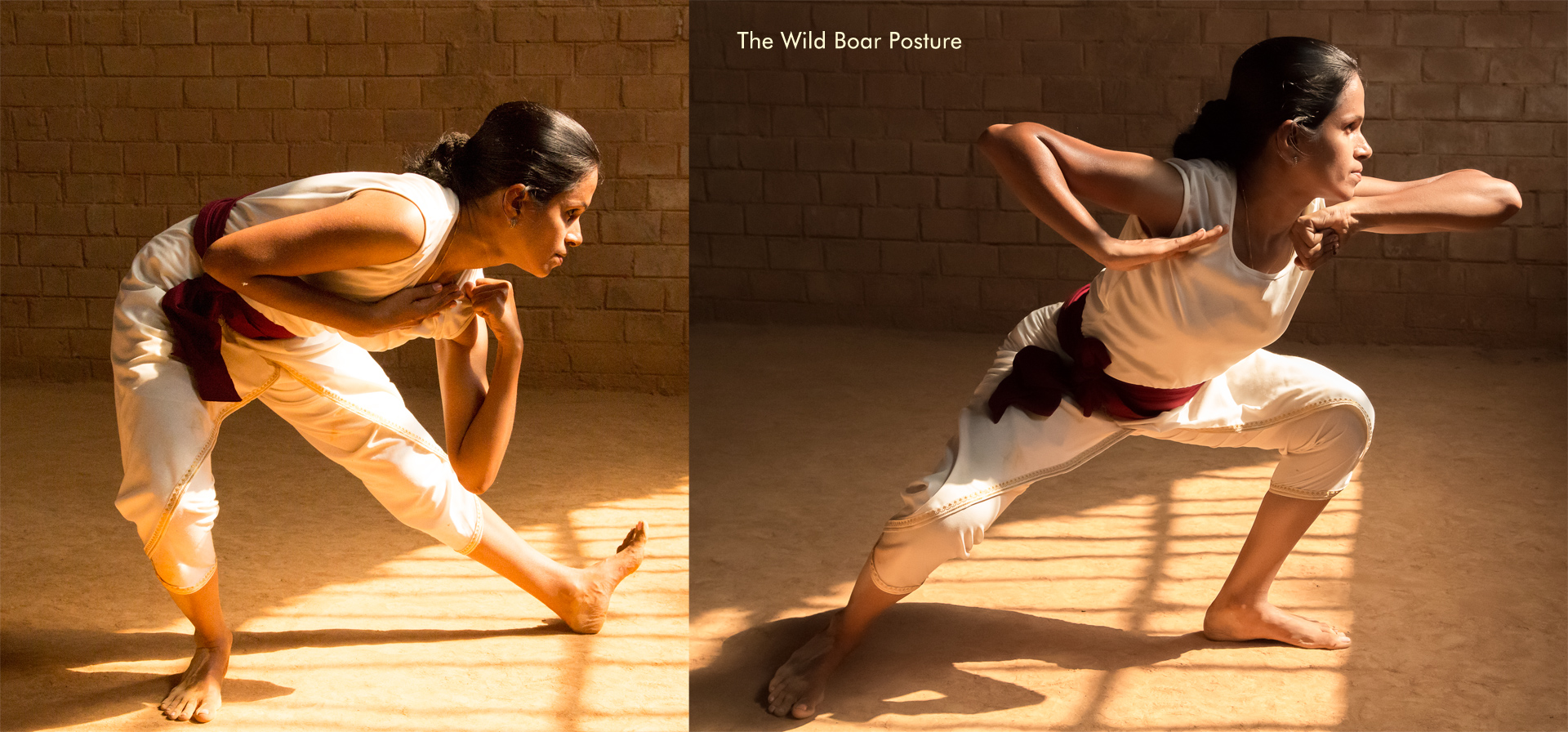
野豬式
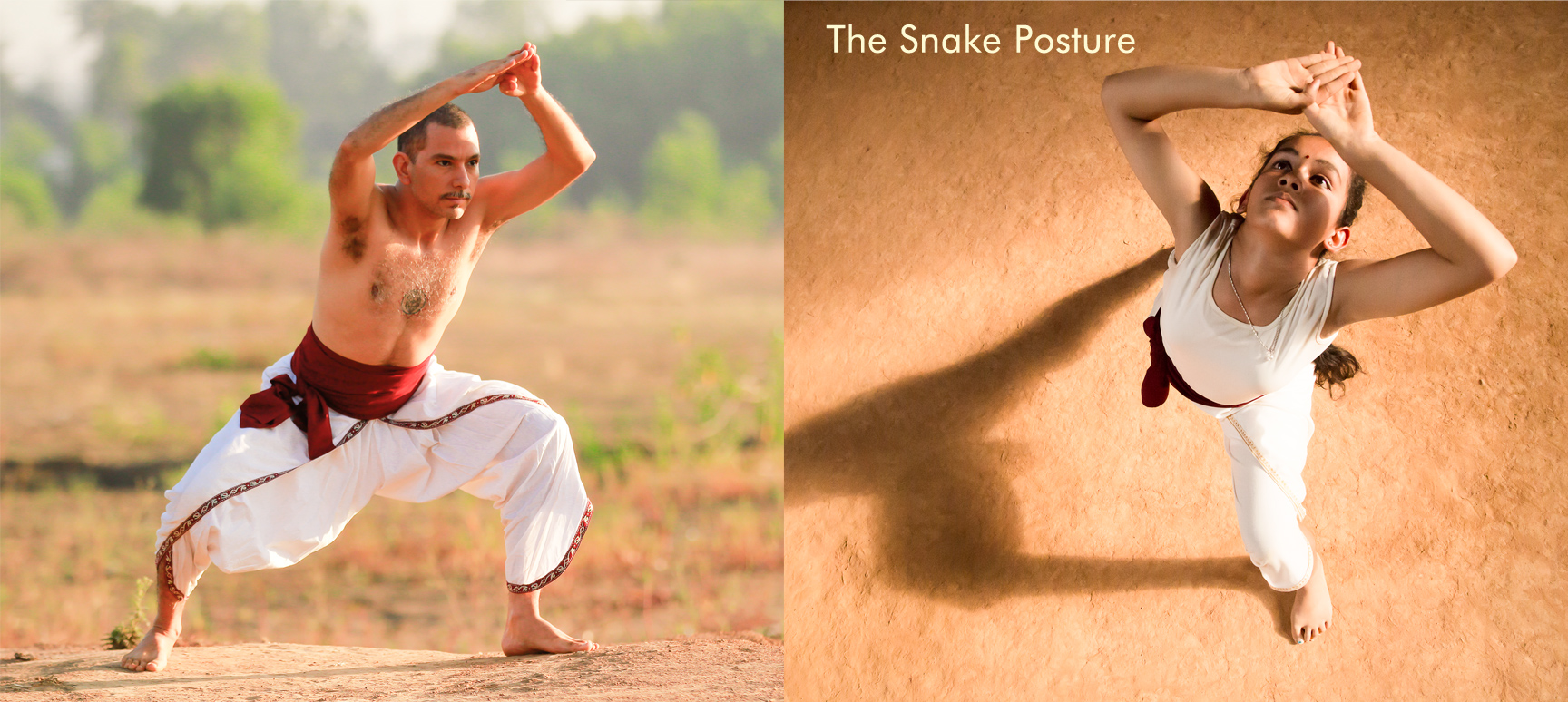
蛇式
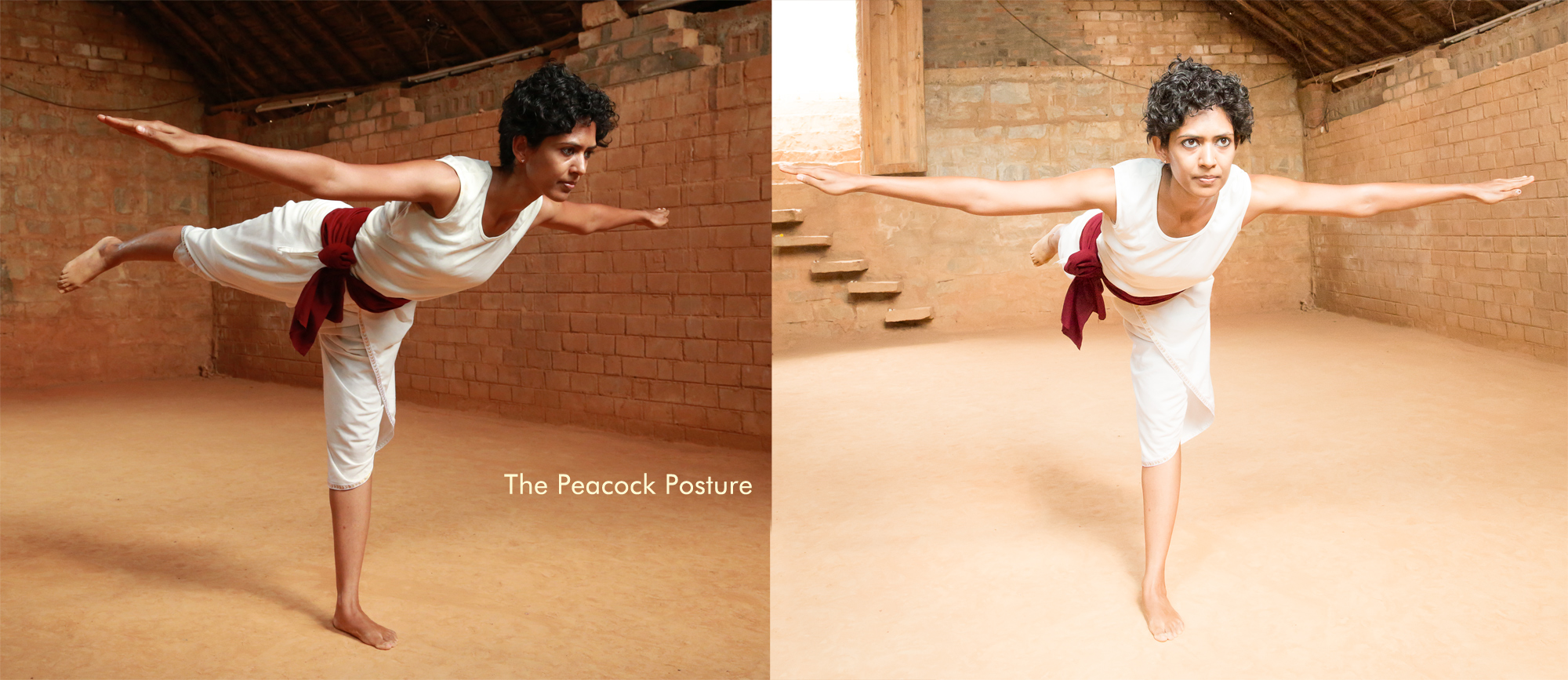
孔雀式

## 外部連結
- kalaripayattu.org（英文）